# Varanus kordensis
Varanus kordensis är en ödleart som beskrevs av Meyer 1874. Varanus kordensis ingår i släktet Varanus och familjen Varanidae. Inga underarter finns listade i Catalogue of Life.
Arten förekommer på Schoutenöarna norr om västra Nya Guinea. Honor lägger ägg.